# Колокольчик Отрана
Колокольчик Отрана (лат. Campanula autraniana) — травянистое многолетнее растение семейства Колокольчиковые (Campanulaceae), эндемик Западного Кавказа. Редкий вид, сокращающийся в численности, занесён в Красную книгу России.
Вид описан русским ботаником Николаем Михайловичем Альбовым (1866—1897) и назван им в честь швейцарского ботаника Eugène John Benjamin Autran (1855—1912) в знак благодарности швейцарским ботаникам за помощь в организации экспедиций на Кавказ.

## Ботаническое описание
Многолетнее травянистое растение с тонким ветвистым корневищем. Надземная часть совершенно без опушения. Стебли частично лежачие, слабые, извилистые, немного разветвлённые.
Листья полукожистые. Прикорневые листья яйцевидные или продолговато-яйцевидные, неравномерно дважды пильчато-зубчатые, с очень длинными черешками. Стеблевые — продолговатые, с короткими черешками, а наверху стебля ланцетные, почти сидячие.
Цветки средней величины, поникающие после цветения. Чашечка с линейными зубцами, венчик фиолетовый, узкоколокольчатый, в 4—5 раз длиннее чашечки. Столбик не выходит за пределы венчика.
Плод — обратноконическая коробочка с мелкими, бурыми яйцевидными семенами.

## Распространение
Колокольчик Отрана растёт на известняковых скалах в верхнем горном и субальпийском поясах у верхней границы леса.
Известно два места произрастания этого вида: в Республике Адыгее и в Краснодарском крае.